# テングカワハギ
テングカワハギ（天狗皮剥、学名 Oxymonacanthus longirostris）は、フグ目・カワハギ科に分類される魚の一種。

## 分布
太平洋の西部、インド洋に分布する。

## 特徴
体長は10cm。体色は青緑色の地色に、赤色もしくは黄色の円形斑点が一面に並んでおり、派手である。尾びれの後部に黒い斑紋がある。吻が長く突出する。
サンゴ礁に生息し、サンゴのポリプを食べる。